# Rüeggisberg
Rüeggisberg je obec v kantonu Bern, v okrese Bern-Mittelland. Žije zde  obyvatel.

## Geografie
Rüeggisberg leží v nadmořské výšce 930 m, vzdušnou čarou 14 km jižně od hlavního města kantonu, Bernu, a zhruba na půli cesty mezi Thunem a Fribourgem. Obec se nachází na panoramatickém místě na terase na jižním svahu Rüeggisbergegg, který je součástí pohoří Längenberg, nad údolím potoka Grüenibach.
Území obce o rozloze 35,81 km² zahrnuje část předalpské pahorkatiny na západě povodí řeky Aary mezi Bernem a Thunem. Oblast se vyznačuje velkou krajinnou rozmanitostí. Severní část obce se nachází v silně zvlněné krajině povodí řeky Schwarzwasser. Tato krajina je charakteristická zářezovými údolími potoků Bütschelbach a Schwandbach, které jsou napájeny četnými potoky z krátkých bočních údolí a příkopů. Mezi těmito údolími a příkopy se nacházejí vrcholky kopců (tzv. harny) s často velmi strmými svahy, které jsou obtížně obdělávatelné, a proto jsou převážně pokryty loukami a pastvinami. Západní hranici tvoří údolí Schwarzwassertal, které je zaříznuté hluboko do molasových vrstev a má štěrkem vyplněné údolní dno široké asi 100 až 200 m, v němž si řeka nachází svou přirozenou cestu.
Exkláva Nünenenberg se nachází daleko na jihu v pramenné oblasti řeky Gürbe. Leží ve flyšovém pásmu a táhne se od Selibühlu na jih přes pramenné toky Gürbe a Obernünenen alp až k vápencovým vrcholům Gantrisch (2176 m n. m., nejvyšší bod Rüeggisbergu) a Nünenenflue (2101 m n. m.) a průsmyku Leiterenpass mezi nimi. V roce 1997 tvořila 4 % rozlohy obce zastavěná plocha, 29 % lesy a lesní porosty a 65 % zemědělství; o něco méně než 2 % tvořila neproduktivní půda.
Sousedními obcemi ve směru hodinových ručiček od severu jsou Oberbalm, Niedermuhlern, Toffen, Kaufdorf, Riggisberg, Blumenstein, Därstetten, Rüschegg a Schwarzenburg.

## Historie

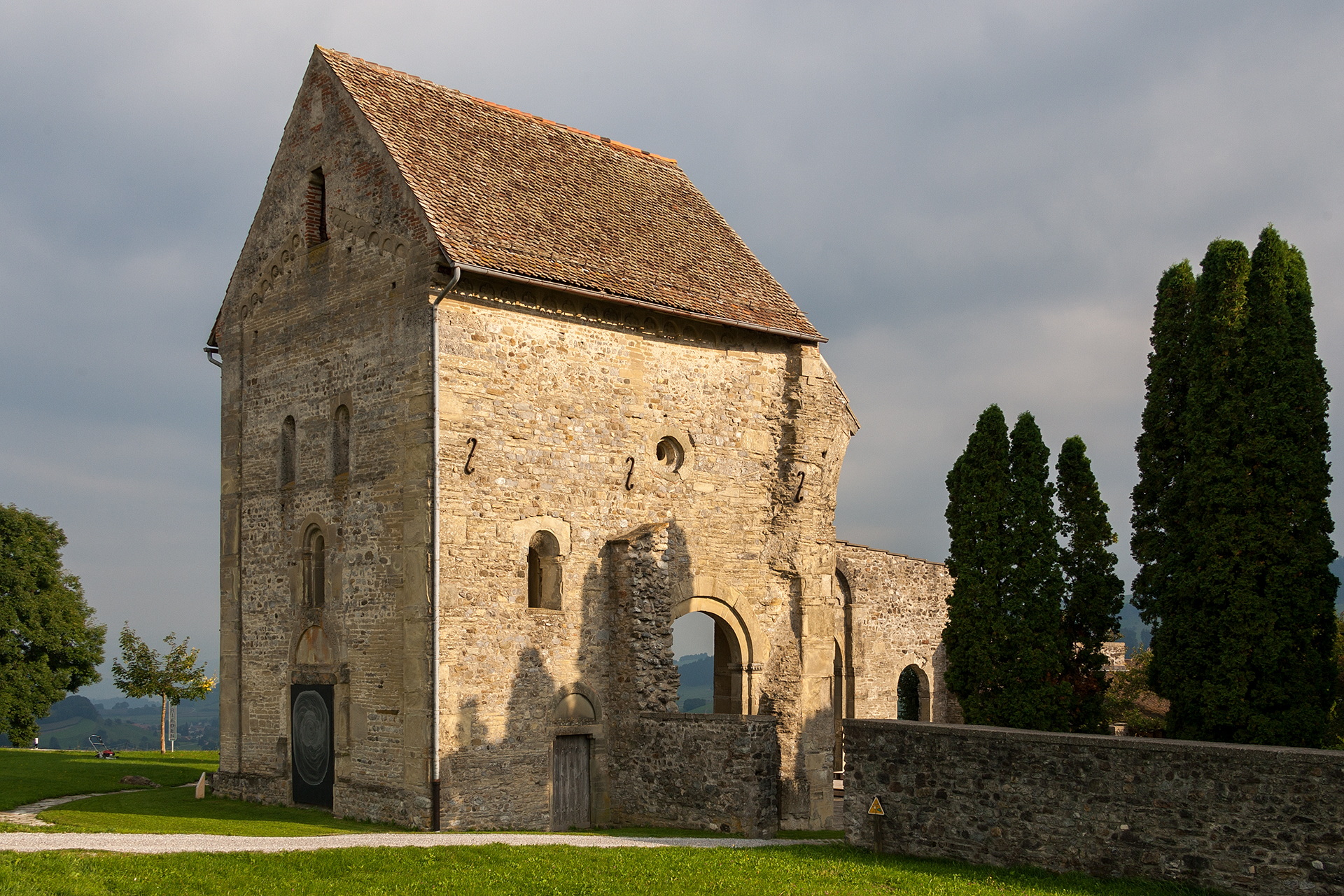
Bývalý klášter Rüeggisberg

Nejstarší dochovaná zmínka o obci pochází z roku 1224, kdy je zmíněna jako Ruogersperg.
Rüeggisberg vyrostl kolem kostela svatého Martina, který je zmiňován již od 9. století a patřil k území baronů z Rümligenu. Historie obce je úzce spjata s historií kláštera Rüeggisberg, který byl založen barony z Rümligenu v roce 1072. Poté, co byl klášter a jeho majetek v roce 1484 začleněn do bernského minsterstva, byl Rüeggisberg přidělen k okresnímu soudu Seftigen. Po pádu Staré konfederace (1798) patřil Rüeggisberg během helvétského období k okresu Seftigen a od roku 1803 k Oberamtu Seftigen, který s novou kantonální ústavou z roku 1831 získal status správního okresu. Až do centralizace obce v roce 1947 plnily obecní funkce místní části Rüeggisberg, Bütschel, Fultigen a Graben (Rohrbach, Helgisried, Schwanden).

## Obyvatelstvo
| Rok            | 1764 | 1850 | 1900 | 1950 | 1980 | 2000 |
| Počet obyvatel | 1545 | 3156 | 2722 | 2220 | 1739 | 1939 |

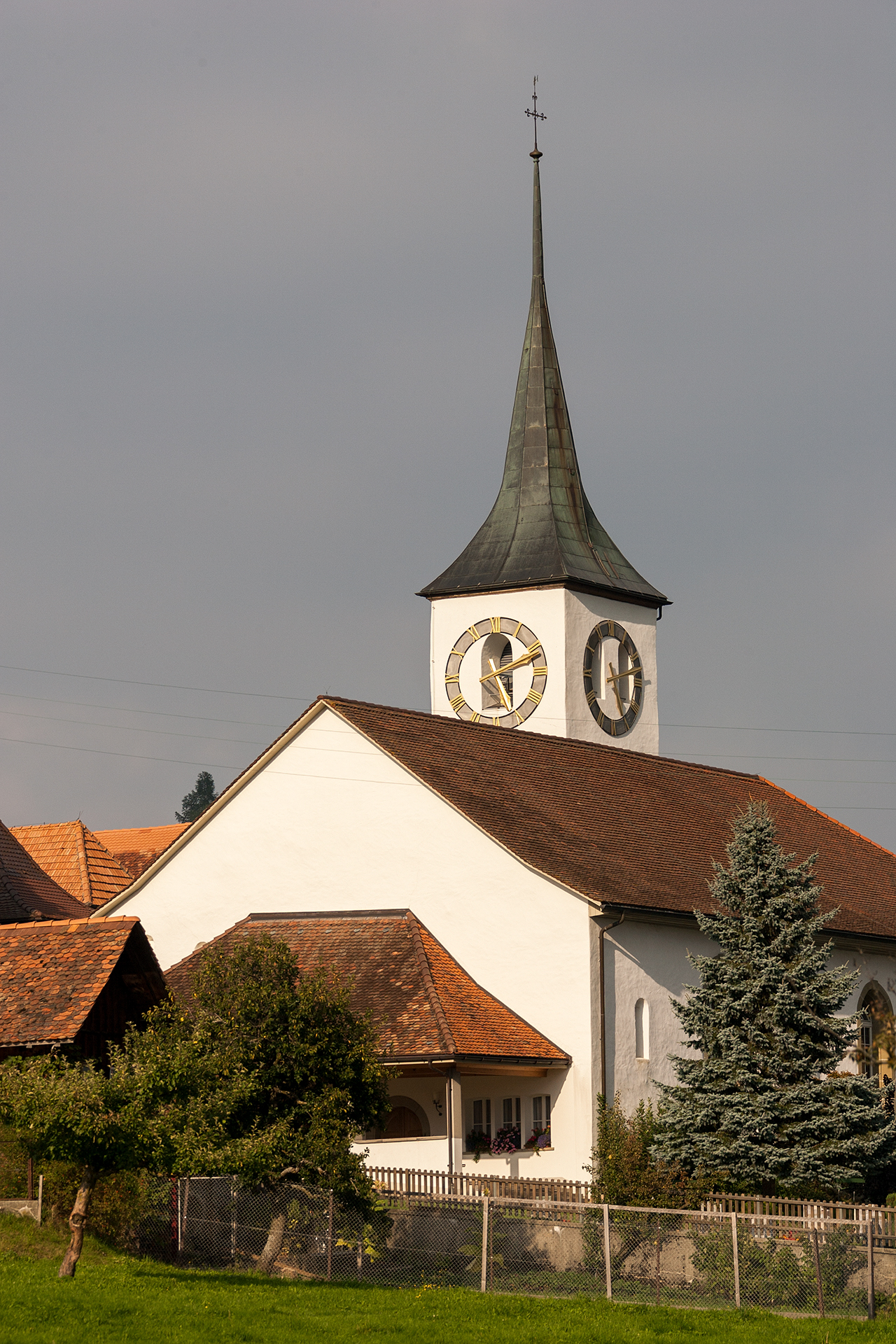
Kostel sv. Martina

97,6 % obyvatel hovoří německy, 0,6 % albánsky a 0,4 % francouzsky (údaj z roku 2000).

## Hospodářství
Až do druhé poloviny 20. století byl Rüeggisberg především zemědělskou obcí. I dnes hraje ve struktuře zaměstnanosti obyvatelstva důležitou roli chov dojnic, dobytka a orná půda. Další pracovní místa jsou k dispozici v místních malých podnicích a ve službách. V obci jsou dvě sýrárny, stavební a elektrotechnické podniky, truhlárny, pily, truhlářské a mechanické dílny. V posledních desetiletích se obec díky své atraktivní poloze rozvíjí jako rezidenční obec. Mnoho pracujících proto dojíždí za prací převážně do větších měst v okolí a do bernské aglomerace.

## Doprava
Obec leží mimo hlavní dopravní tahy, ale je dostupná z kantonální silnice z Fribourgu přes Schwarzenburg do Thunu; přes Längenberg je přímé spojení do Bernu. Rüeggisberg je napojen na síť veřejné dopravy prostřednictvím linek Postbusu z Köniz do Riggisbergu a z Riggisbergu do Hinterfultigenu. Vesnice v údolí Grüenibachtal jsou obsluhovány linkou Postbusu z Riggisbergu do Schwarzenburgu.